# Italo Marri
Italo Marri (Firenze, 16 agosto 1944) è un politico italiano.